# Йокоурадзима
Йокоурадзима или Йокоура-Сима (яп. 横浦島 ёкоура-дзима) — остров на юге Японии, в архипелаге Амакуса, расположенный в префектуре Кумамото. Его площадь составляет 1,09 км². Население — 512 человек (2020).
Высочайшая точка — гора Бенкей (197,4 м).
Длина береговой линии составляет 5,3 км.
Территориально остров относится к городу Амакуса.
Йокоурадзима лежит между островами Госёноура (в 1 км на юге), Макисима и Камисима. Существуют проекты моста с Госёурой (через островок Маэдзима) и Камисимой (через район Рюгатаке). На юге пролив Йокоура-сето отделяет остров от Макисимы и Госёуры, а на севере пролив Карадзиро (яп. 唐網代瀬戸) отделяет его от Камисимы.
Процветает рыбоводство и прибрежная ловля.
На домах многих рыбаков изображён бог Эбису, которого на острове называют Эбессан. Названия многих мест на острове связаны с войной Тайра и Минамото.